# Pierres Jaumâtres

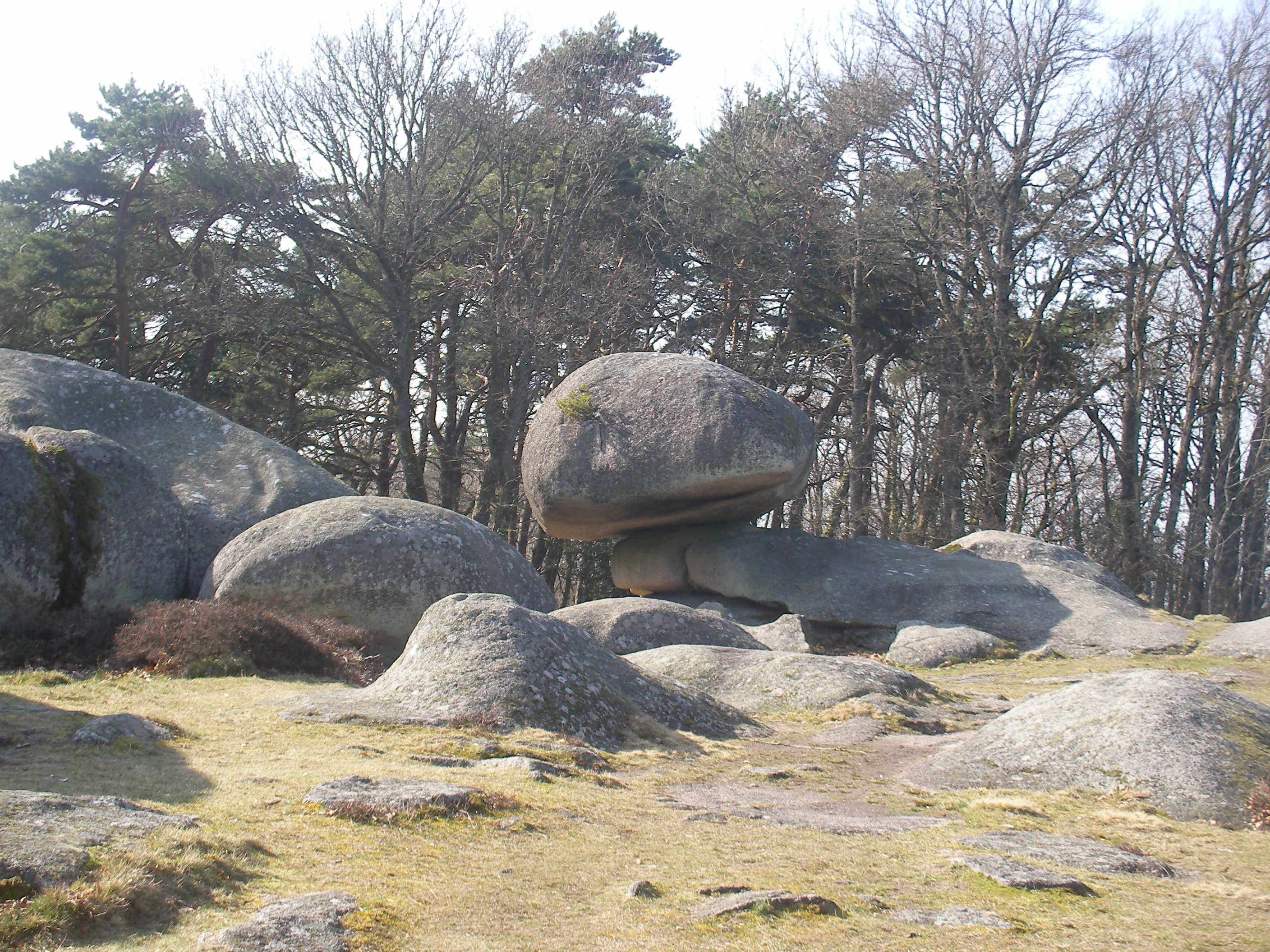
Die Pierres Jaumâtres

Die Pierres Jaumâtres sind ein Felsenmeer aus Leukogranit am Nordrand des französischen Massif Central (Region Limousin, Département Creuse).

## Etymologie
Der Name ist abgeleitet von „Pierres aux Mâtres“ (Felsen der Mütter). Die Mâtres sind keltische Göttinnen (Matronen) der Fruchtbarkeit.

## Geographie
Das Felsenmeer bildet den Gipfelbereich des 591 Meter hohen Mont Barlot, der sich etwa drei Kilometer nordnordöstlich der Gemeinde Toulx-Sainte-Croix erhebt. Die erodierten Leukogranite auf dem Gipfel des Hügels machen den Charakter dieses Ortes aus und überragen das Flachland der Creuse. Erosionen haben den Aufschluss geformt und lassen ihn teilweise fragil erscheinen. Die Steine erinnern an vorgeschichtliche Dolmen. Deshalb gibt es um diese geologische Sehenswürdigkeit auch seit langer Zeit Legenden. Der Naturraum, in dem sich die Pierres Jaumâtres befinden, ist seit 1927 als Monument historique eingeschrieben.

## Geologie
Die Pierres Jaumâtres werden aus dem Saint-Silvain-Bas-le-Roc-Leukogranit aufgebaut. Dieser Leukogranit entstand gegen Ende der Variszischen Orogenese zwischen 294 und 300 Millionen Jahren. Er ist posttektonisch und nur spröd beansprucht.

Les Pierres Jaumâtres
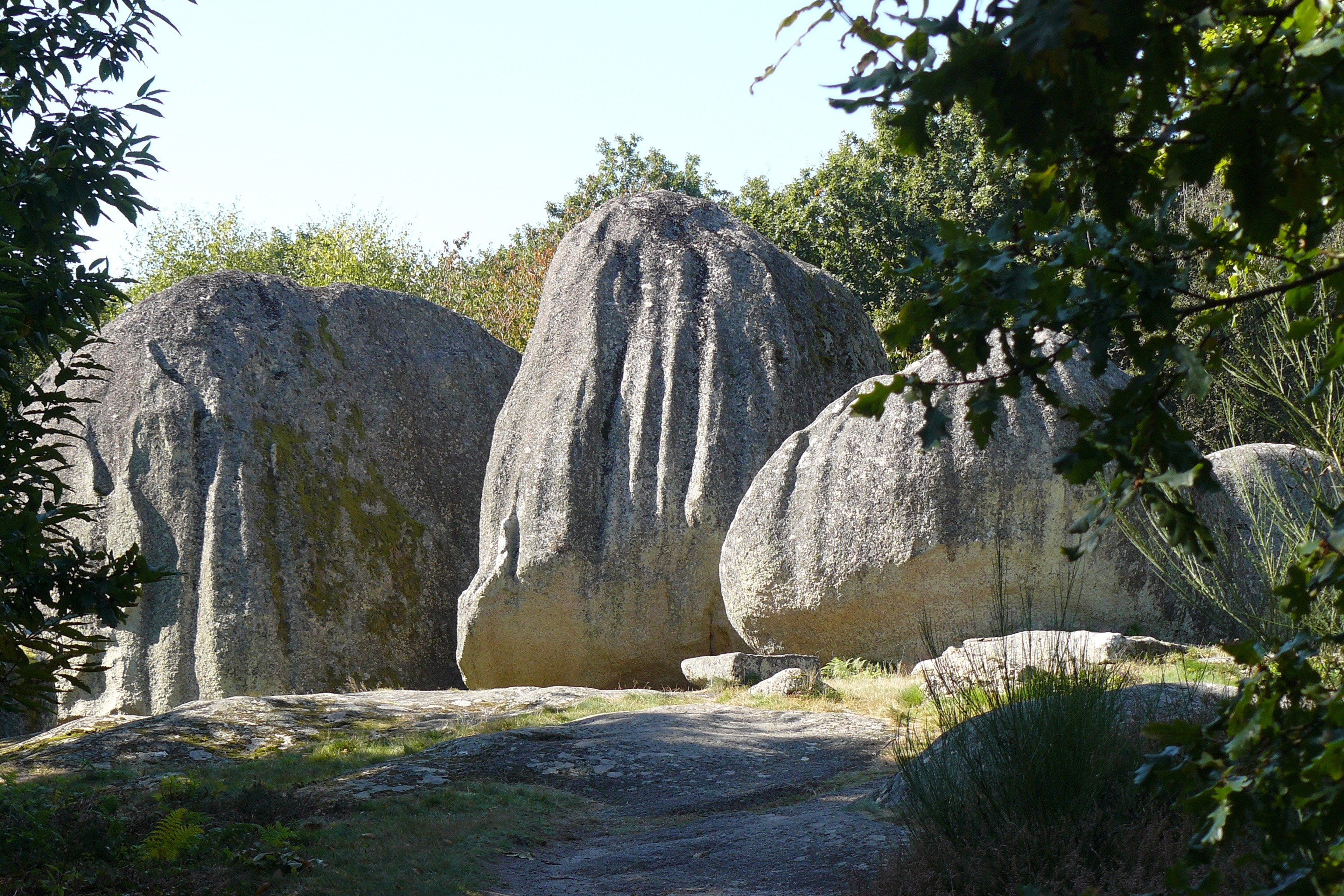
Pierres Jaumâtres
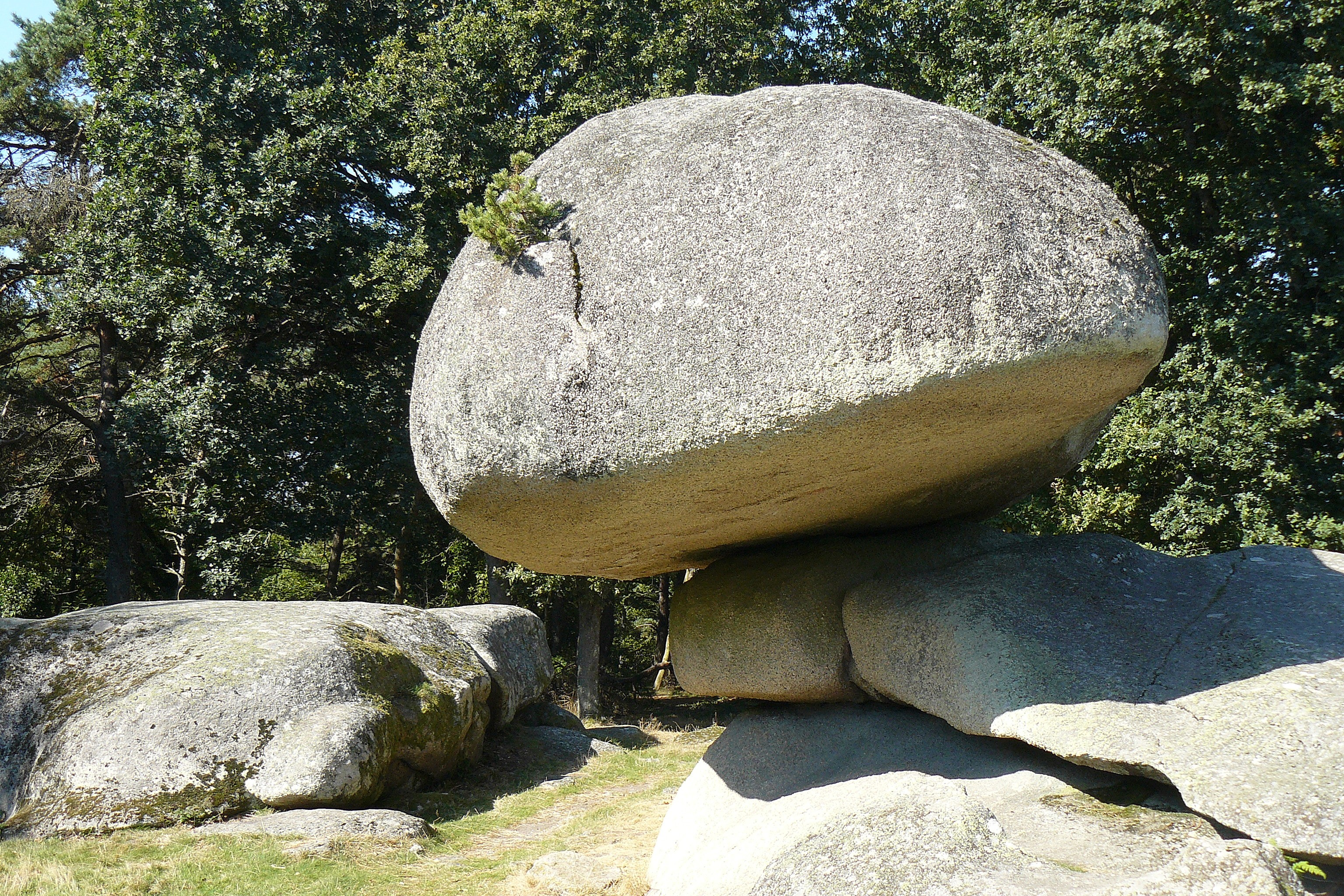
Pierres Jaumâtres
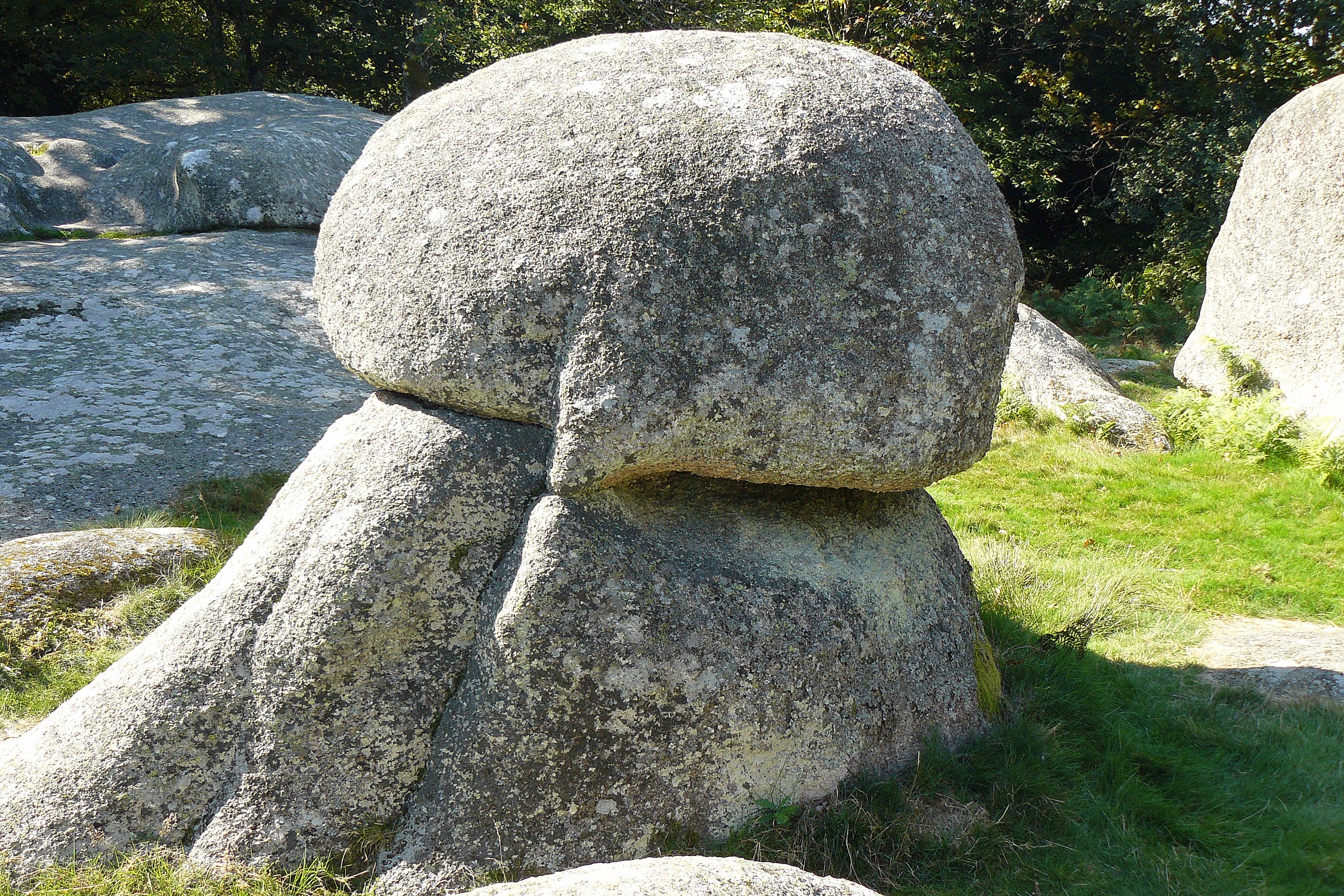
Pierres Jaumâtres

## Legende
Vor den Kelten und Barbaren lebt eine Sippe von Riesen auf dem Mont Barlot, wo sich heute die Pierres Jaumâtres befinden. Auf diesem Hügel soll ein Wald aus Eichen, Pappeln und Trauerweiden gestanden haben, in dem auch kleine Kobolde wohnten. Eines Tages beschließt ihr Chef, dass man schauen müsse, was sich über den Wolken verbirgt. Er lässt den Wald abholzen um eine Leiter zu bauen. Die Kobolde rufen daraufhin die Götter an. Als diese sehen, dass die Riesen versuchen, in den Himmel einzudringen, werden sie wütend und verwandeln die auf der Leiter stehenden Riesen in Steine. Diese fallen auf den Berggipfel und bilden die Pierres Jaumâtres.
Zu Beginn des 19. Jahrhunderts behauptet der Politiker und Historiker Jean-François Barailon (1743–1816), dass die Steine von gallischen Druiden geformt wurden, um mysteriöse, blutige Kulte zu feiern. Die damals populäre Behauptung wurde von Prosper Mérimée (1803–1870) und Pierre de Cessac (1821–1889) widerlegt.

## George Sand
George Sand (1804–1876), die auf dem Chateau de Boussac, nicht weit entfernt mehrmals wohnte, hat der Ort inspiriert. Sand zitiert ihn in ihrem Roman „Jeanne“ von 1844.